# 상투메 프린시페의 경제
상투메 프린시페의 경제는 전통적으로 코코아에 의존하지만, 기니만의 석유 산업 개발에 대한 투자로 인해 상당한 변화를 겪고 있다.

## 역사
포르투갈의 식민지 지배하에 설탕 농장이 세워졌고, 그 섬은 노예의 환적을 위해 사용되었다.

## 석유 매장량
지질학자들은 아직 검증된 매장량은 없지만 기니만 일대(니거델타주)에 100억 배럴(1.6㎞) 이상의 석유가 매장돼 있는 것으로 추정하고 있다. 2005년 나이지리아와의 공동 석유 프로젝트는 정부에 탐사 면허 계약금으로 5천만 달러의 수익을 제공할 것으로 보인다. 이것은 2004년 정부 수입의 4배에 해당한다. 상투메는 2021년 현재 원유와 천연가스가 발견되지 않았지만, 탐사 면허에 따른 중요한 석유 발견이 곧 있을 것으로 낙관하고 있다.

## 농업
1800년대 이후 상투메 프린시페의 경제는 농장 농업에 기반을 두고 있다. 독립 당시에는 포르투갈인이 소유한 농장이 경작지의 90%를 차지했다. 독립 후, 이 농장의 통제는 여러 국영 농업 기업으로 넘어갔다. 상투메의 주요 작물은 코코아로 수출의 약 95%를 차지한다. 다른 수출 작물로는 코프라, 팜 낟알, 커피가 있다.

## 경제 문제
정부는 확장 신용 한도 약정을 통해 국제 통화 기금(IMF)의 지원을 받는 경제 프로그램을 가지고 있다.

## 같이 보기
- 상투메 프린시페 요리
- 유엔 아프리카 경제 위원회